# Cercocebus chrysogaster
Mangabei-de-ventre-dourado (Cercocebus chrysogaster) é uma espécie de macaco do Velho Mundo encontrado em florestas pantanosas e úmidas ao sul do rio Congo na República Democrática do Congo. Já foi considerado subespécie de Cercocebus agilis.